# Odensholms kyrka
Odensholms kyrka (estniska: Osmussaare kabel) var en kyrkobyggnad på ön Odensholm i Estland. Kapellet kallades Jesu kapell.

## Träkyrka
Den första kyrkan eller kapellet uppfördes troligen redan på 1500-talet av trä. En stor del av virket togs troligen från drivved och vrak från skepp som strandade. Kapellet byggdes vid hamnen. Från 1640 blir det regelbundet besök av kyrkoherden sista söndagen i juli. Vid besöket höll han gudstjänst, döpte och läste över dem som dött under året.

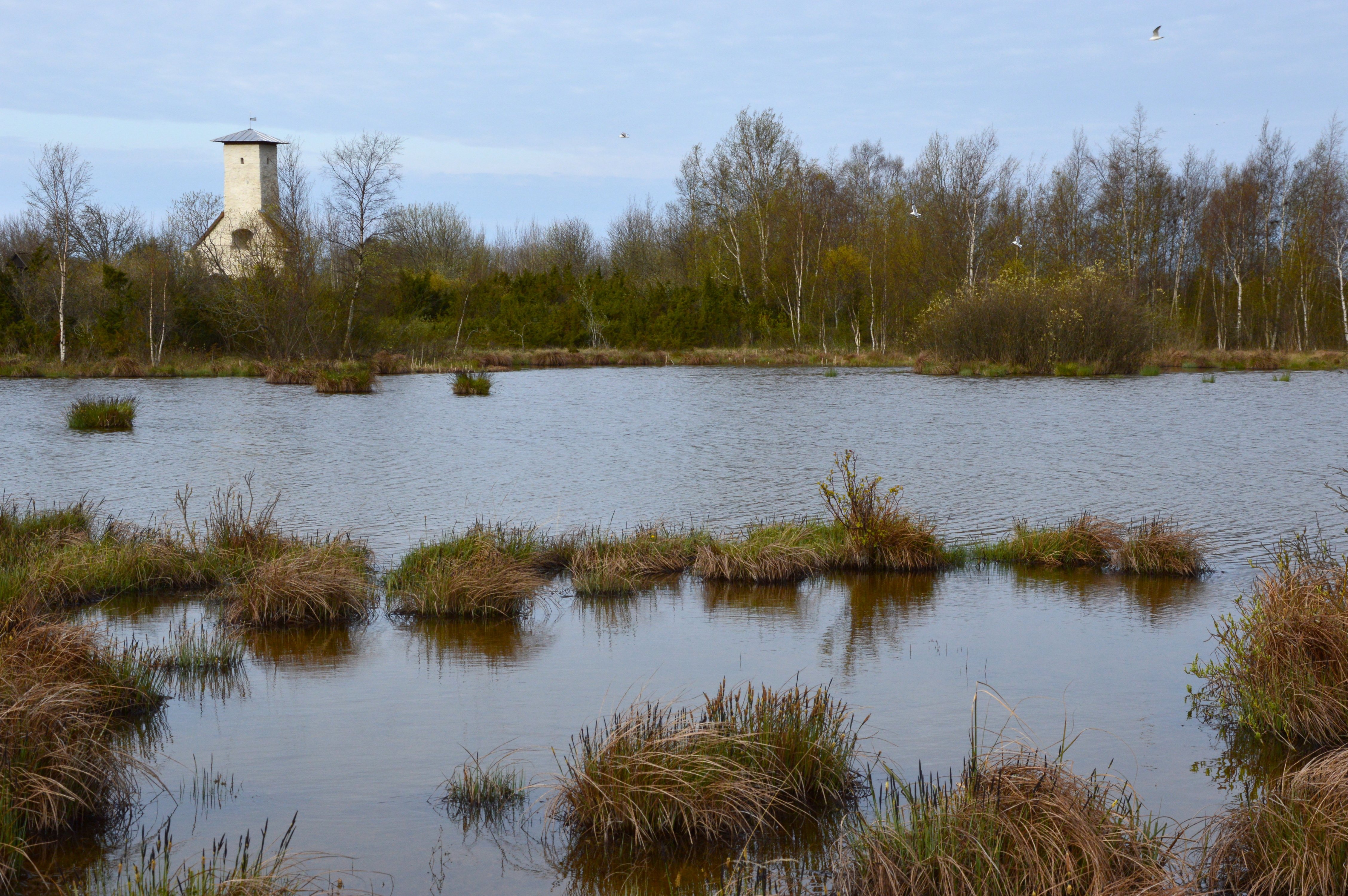
Jesu kapell sett från Kappelkärre

## Kyrka av sten
Odensholmsborna började uppföra ett kapell av kalksten under 1700-talet. Det nya kapellet kunde invigas  den 3 september 1766. Kapellet eller kyrkan uppfördes på samma plats som det tidigare kapellet trots att viken vid det här laget hade slammats upp och hamnen flyttas längre bort. Stenmaterialet bröts på ön och virket kom också nu i huvudsak från vraken. På en tavla i kyrkan angavs att det fanns sju familjer på ön.
Kapellet var inte stort. Man beräknar att ungefär 80 sittplatser fanns inne i kyrkan. Av bilder kan man se att kapellet hade ett rakt innertak av trä och trägolv.
Ovanför kyrkogårdens grind hade byborna placerat galjonsfiguren från ett tyskt skepp, som hette Martin Luther. Därför tronade reformatorn själv över porten.

### 1939–1991
Kapellet for mycket illa under både Tysklands och Sovjetunionens härjningar på ön. Stenmaterial för de sovjetiska befästningsanläggningarna togs från ön och också från kyrkmuren, kyrkan och gravstenarna. Det som ännu fanns kvar av kapellet användes under sovjettiden som måltavla vid skjutövningarna. Kyrkans långhus ödelades och delar av tornet.

## Konserverad kyrkoruin
Efter Estlands självständighet kunde också småningom frivilliga tillsammans med yrkeskunnig personal börja säkra de återstående resterna av kapellet. 
1994 uppförs en klockstapel.
Skadorna på tornet åtgärdades och långhusets grundform kunde friläggas från stenresterna som fanns kvar. Vid friläggande hittades också ett sandstensgolv, som eventuellt var det ursprungliga golvet som funnits under ett senare trägolv. Tornet var nu uppskattningsvis en halv meter lägre än det ursprungliga men hela höjden återskapades inte. Tornet försågs med ett tak, en kopia av kapellets vindflöjel och en  kyrkklocka installerades. Långhusets murar säkrades mot vattenskador. År 2012 avslutas själva arbetet med att trygga resterna av kapellet. Återställandet av kyrkogårdsmuren och gravplatserna fortsätter, samt det kontinuerliga underhållet.